# كهوف بحيرة شاستا
كهوف بحيرة شاستا (بالإنجليزية: Lake Shasta Caverns)‏؛ هي مجموعة من الكهوف التي تقع في مقاطعة شاستا في الولايات المتحدة.

## السياحة
تعد «كهوف بحيرة شاستا» إحدى مواقع الجذب السياحي في مقاطعة شاستا في ولاية كاليفورنيا الأمريكية.